# モーラ
音韻論におけるモーラ（英: mora）は、音節より小さい単位であり、音節量（英語: Syllable weight）を測るのに用いられる。ただし、音節の構成要素とモーラとの対応関係は言語により異なる。日本語においては、モーラは川柳などの韻文のリズムの基本単位であり、日本語話者はすべてのモーラに等しい長さを感じるとされる。拍（はく）やモラとも呼ばれる。

## 概要
古典詩における韻律用語であるラテン語の mŏra [ˈmɔra]（モラ）の転用（日本語における「モーラ」という表記はラテン語からの借用語の英語の mora [ˈmɔːɹə] からの音訳であり、「モラ」という表記はラテン語からの音訳）。
音韻の構造によって定められる音節とは異なり、各言語内での音長に関する規定に従う。全ての言語が音節をもっているが、音節とは異なるモーラをもつ言語ともたない言語がある。

## 日本語におけるモーラ
日本語学では拍とよく呼ばれる。日本語話者が日本語における音を数える際に、無意識に単位としていることが多くみられる。例えば、日本語定型詩の「七五調」や「五七調」、俳句の「五・七・五」、短歌の「五・七・五・七・七」などは、（しばしば無意識に「文字」などと言われることがあるが）実際にはこの拍を数えたものである。
日本語の多くの方言においても同様である。日本語の仮名1文字が基本的に1拍である。ただし、捨て仮名（「ぁ」「ぃ」「ぅ」「ぇ」「ぉ」「ゃ」「ゅ」「ょ」「ゎ」といった小書きの仮名）は、その前の仮名と一体になって1拍である（たとえば「ちゃ」で1拍。拗音も参照）。一方、長音「ー」、促音「っ」、撥音「ん」は、独立して1拍に数えられる（これが「音節」と異なる主な点である）。音節単位で見るなら、長音は長母音の後半部分を、促音は長子音の前半部分を切り取ったものであり、撥音は音節末鼻音や鼻母音をモーラとしたものといえる（鼻母音は基になる母音＋「ん」の2モーラになる）。これらは、「語頭に現れない」「単独で音節を形成しない」「お互いに連続することが稀である」などの性質をもち、二重母音の第二要素も含めて特殊拍（special mora）と呼称される。これらを除いて、単独で音節を形成する拍は自立拍（independent  mora）と呼称される。

### 例
| 単語                           | 音節区切り （音声学上の単位） | モーラ（拍）方言での区切り （いわゆる東京弁。 現代の俳句や短歌での 「七五調、五七調」の数え方） | シラビーム(音節音素)方言での区切り （東北方言などに見られる） |
| ------------------------------ | ----------------------------- | ----------------------------------------------------------------------------------------------- | ------------------------------------------------------------- |
| さる（猿）                     | サ｜ル                        | サ｜ル                                                                                          | サ｜ル                                                        |
| かっぱ（河童）                 | カッ｜パ                      | カ｜ッ｜パ                                                                                      | カッ｜パ                                                      |
| チョコレート                   | チョ｜コ｜レー｜ト            | チョ｜コ｜レ｜ー｜ト                                                                            | チョ｜コ｜レー｜ト                                            |
| がっこうしんぶん（学校新聞）   | ガッ｜コー｜シン｜ブン        | ガ｜ッ｜コ｜ー｜シ｜ン｜ブ｜ン                                                                  | ガッ｜コー｜シン｜ブン                                        |
| がっきゅうしんぶん（学級新聞） | ガッ｜キュー｜シン｜ブン      | ガ｜ッ｜キュ｜ー｜シ｜ン｜ブ｜ン                                                                | ガッ｜キュー｜シン｜ブン                                      |
| かんそく（観測）               | カン｜ソ｜ク                  | カ｜ン｜ソ｜ク                                                                                  | カン｜ソ｜ク                                                  |
| かあさん（母さん）             | カー｜サン                    | カ｜ー｜サ｜ン                                                                                  | カー｜サン                                                    |
| にいさん（兄さん）             | ニー｜サン                    | ニ｜ー｜サ｜ン                                                                                  | ニー｜サン                                                    |